# Сомов, Михаил Михайлович

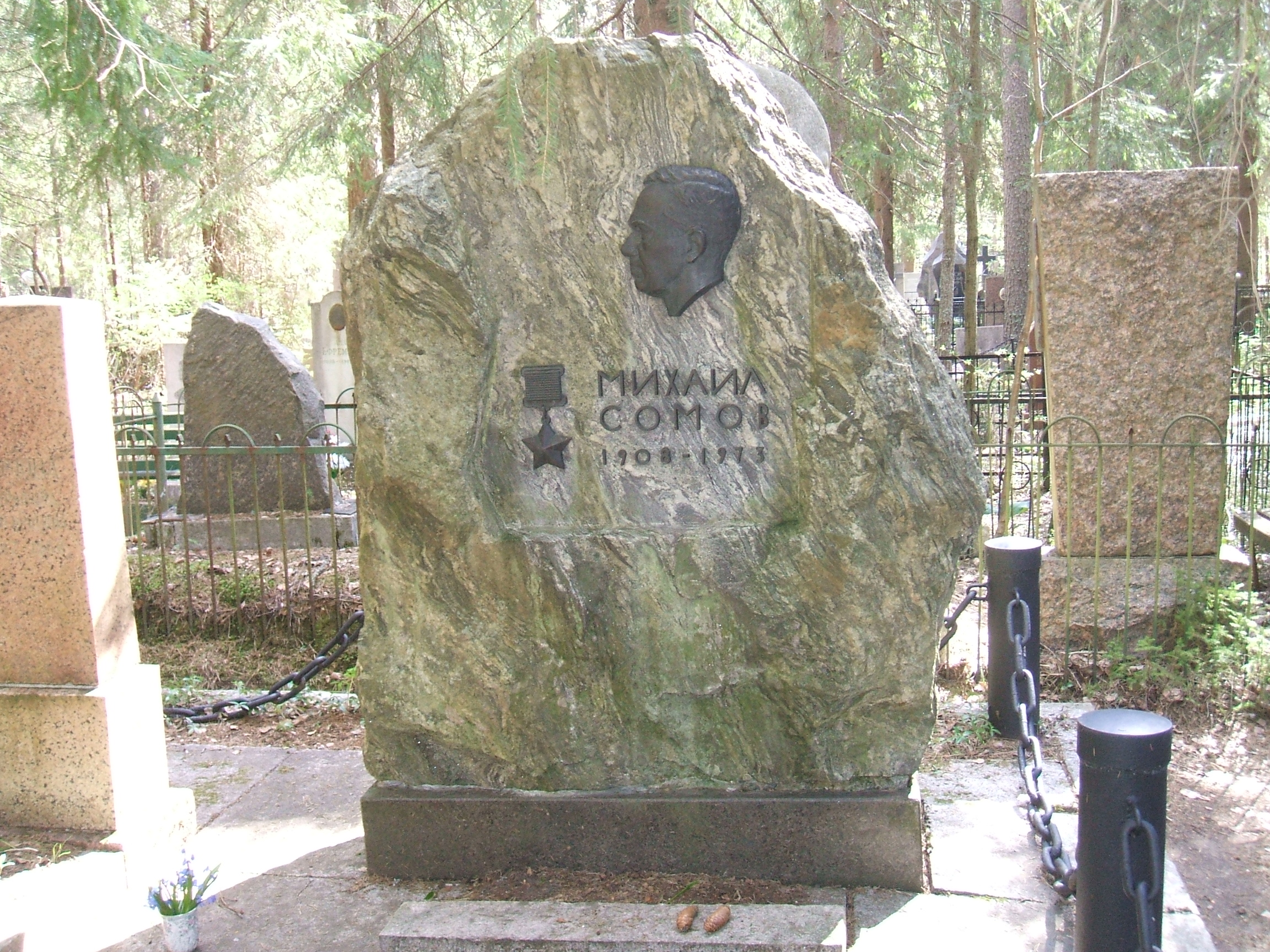
Памятник полярнику Михаилу Сомову на Комаровском некрополе Санкт-Петербурга

Почтовый конверт России

Михаил Михайлович Сомов (25 марта [7 апреля] 1908, Москва, Российская империя — 30 декабря 1973, Ленинград, СССР) — советский учёный-океанолог, полярный исследователь, доктор географических наук (1954), Герой Советского Союза.

## Биография
Михаил Сомов родился в семье студента М. П. Сомова в 1908 году. Отец М. П. Сомов стал позже известным учёным-рыбоводом, профессором ПИНРО.
Окончил Дальневосточный политехнический институт во Владивостоке, где работал до 1934 года. В 1938 году участвовал в арктической экспедиции, изучая дрейф льдов. С 1939 года (с перерывом в Великую Отечественную войну) работал старшим научным сотрудником Арктического и Антарктического научно-исследовательского института.
Во время войны Михаил Сомов в составе Беломорской флотилии участвовал в ледовых операциях, позже в составе Главсевморпути помогал в проводке судов в Арктике. В 1942 году он участвовал в защите Диксона от крейсера «Адмирал Шеер». В 1944 году он продолжил научную деятельность, на следующий год защитил диссертацию.
В 1950—1951 годах М. М. Сомов руководил полярной станцией «Северный полюс-2», располагавшейся на дрейфующих льдах.
Указом Президиума Верховного Совета СССР от 14 января 1952 года за успешное выполнение заданий правительства и проявленные при этом мужество и отвагу заместителю директора Арктического научно-исследовательского института Сомову Михаилу Михайловичу присвоено звание Героя Советского Союза.
Как опытному полярному исследователю, М. М. Сомову доверили в 1955 году возглавить первую Советскую Антарктическую экспедицию. В 1960-х годах Михаил Михайлович возглавлял 8-ю и 9-ю экспедиции.
Михаил Сомов также известен своими научными публикациями.
Скончался 30 декабря 1973 года, похоронен на кладбище в Комарово. Надгробие сделано из камней, привезённых из Антарктиды. Надгробие Михаила Сомова на Комаровском некрополе включено в культурно-историческое наследие федерального уровня охраны на основании Постановления Правительства РФ от 10.07.2001 г. № 527.

## Память
- В честь Михаила Сомова названы ледник в Восточной Антарктиде (Земля Королевы Мод, название леднику было присвоено в 1966 году), море Сомова[6], научно-исследовательское судно и малая планета 3334[7].
- На доме, где М. Сомов долгое время проживал, установлена мемориальная доска.

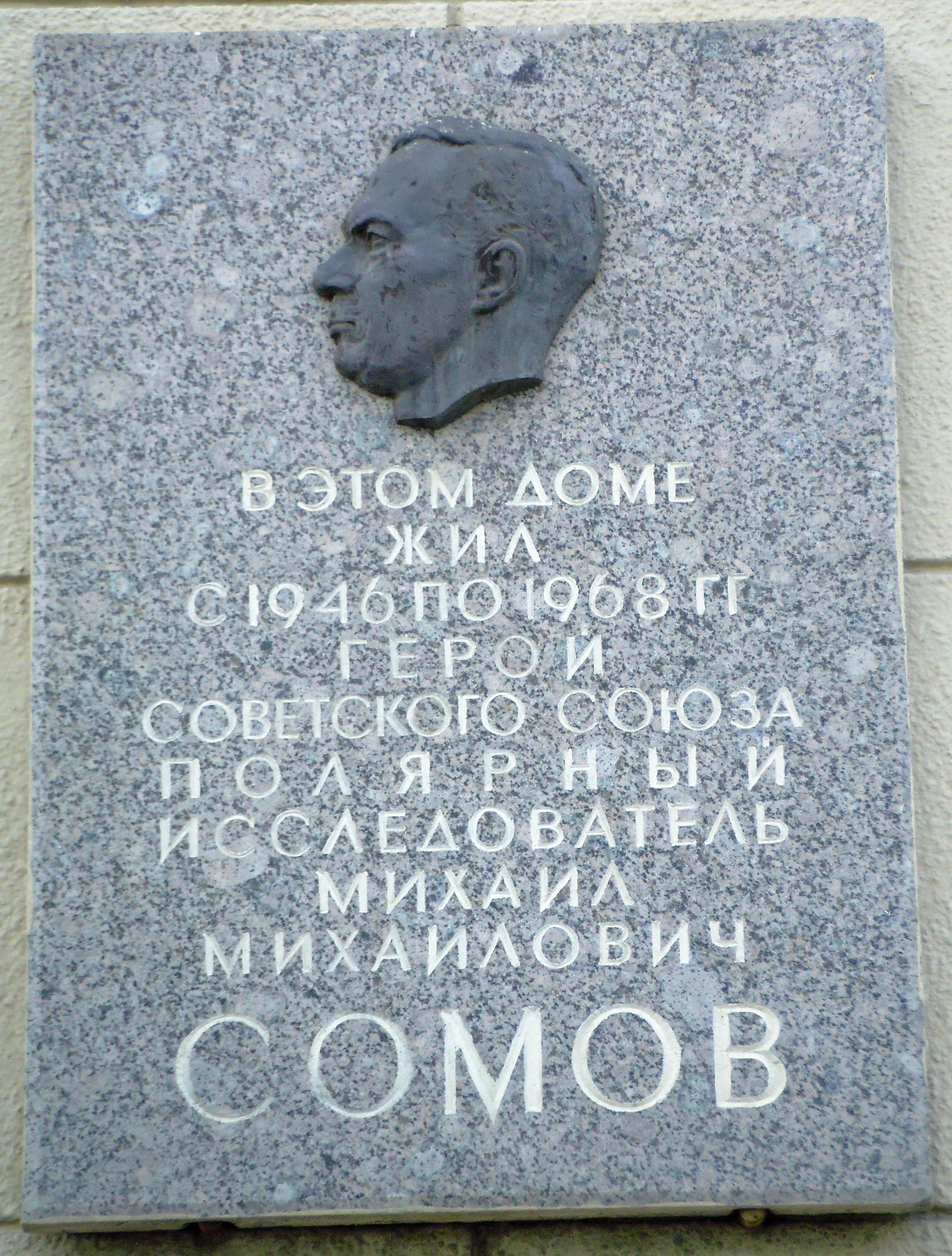
Санкт-Петербург. Пл. Ленина

- С 1998 года в Санкт-Петербурге есть Сомов переулок.

## Награды и звания
- Медаль «Золотая Звезда» Героя Советского Союза (14.01.1952)
- 3 ордена Ленина (1949, 1952, 1957)
- Орден Трудового Красного Знамени
- Орден Красной Звезды (1945)
- Медаль «За оборону Советского Заполярья» (1945)
- Медаль «За победу над Германией в Великой Отечественной войне 1941—1945 гг.» (1945)
- Нагрудный знак «Почётный полярник» (1945)

### Иностранные награды
- Vega medal[англ.] (Швеция, 1957)
- Gold Medal (Великобритания, 1961)